# Claria
Claria ist ein osttimoresischer Ort im Suco Ulmera (Verwaltungsamt Bazartete, Gemeinde Liquiçá). Die kleine Siedlung befindet sich auf einer Meereshöhe von 799 m, im Süden der Aldeia Essirat. Hier treffen zwei Höhenzüge aus Nordosten und Osten zusammen und bilden den Foho Claria (815 m), auf dessen Gipfel der Ort liegt. Ein Pfad verbindet ihn mit dem Dorf Gamanuhati im Osten, unterhalb des Foho Claria.